# Falcon 5
El Falcon 5 fue un vehículo de lanzamiento parcialmente reutilizable de dos etapas para órbita diseñado por SpaceX, cancelado y sustituido por el mayor y más potente Falcon 9.

## Descripción
La primera etapa del Falcon 5 iba a incluir cinco motores Merlin y la etapa superior iba a incluir otro motor Merlin, ambos usando de compustible el RP-1 con oxígeno líquido como oxidador. Junto con el Falcon 9 hubieran sido los únicos vehículos de lanzamiento con todas las etapas diseñadas para su reutilización.
El Falcon 5 habría sido el primer cohete estadounidense desde el Saturno V con capacidad de seguir operativo aún en el caso de perder un motor, quemando durante más tiempo los otros cuatro motores para conseguir la órbita correcta. En comparación, el Transbordador STS sólo tenía una capacidad parcial para realizar la misma operación, siendo incapaz de conseguir una órbita correcta si faltaba un motor.

## Versiones del lanzador
En 2006, SpaceX afirmó que el Falcon 5 es simplemente un Falcon 9 al que le faltan cuatro motores. Debido a que SpaceX se estaba enfocando en el Falcon 9 en la parte final de la década, cualquier desarrollo que fuera incluido en esa serie también se aplicaba al Falcon 5, con la omisión obvia de los cuatro motores y la capacidad de transporte.
| Version                             | Falcon 5 (cancelado)         |
| ----------------------------------- | ---------------------------- |
| Fase 0                              | —                            |
| Fase 1                              | 5 × Merlin 1C                |
| Fase 2                              | 1 × Merlin 1C                |
| Altura (max; m)                     | 47                           |
| Diámetro (m)                        | 3,6                          |
| Empuje inicial (kN)                 | 1.890                        |
| Peso en despegue (toneladas)        | 154,5                        |
| Diámetro del carenado (Interior; m) | 3,6 or 5,2 (carenado grande) |
| Carga (OTB; kg)                     | 4.100                        |
| Carga (OTG; kg)                     | 1.050                        |
| Precio (Millones USD)               | 18                           |
| minimal Precio/kg (OTB; USD)        | 4.390                        |
| minimal Precio/kg (OTG; USD)        | 17.143                       |
| Tasa de éxitos (éxitos/total)       | —                            |

Las datos de esta tabla han sido extraídos del Informe de lanzamiento espacial y de SpaceX.

## Capacidad de carga
- OTB, 200 km, 28 grados: 4100 kg[1]
- OTG, 36000 km, 9 grados: 1050 kg[3]

## Planes relacionados con el vehículo de lanzamiento
Aunque ningún Falcon 5 original se haya construido, en diciembre de 2011 Stratolaunch Systems anunció que usarían un vehículo de lanzamiento derivado del Falcon 9 con cuatro o cinco motores de doble etapa con propelente líquido y lanzamiento aéreo desarrollado por SpaceX. El vehículo de lanzamiento "seguirá la línea de los Falcon 4 o Falcon 5 de la compañía" y será capaz de lanzar una carga de 6.10 kg a OTB.